# تستینگن
تستینگن (به آلمانی: Zettingen) یک شهر در آلمان است که در کوخم-تسل واقع شده‌است. تستینگن ۲۵۹ نفر جمعیت دارد.